# Jean Accart
Pour les articles homonymes, voir Accart.
Jean Accart, de son vrai nom Jean-Mary Julien Accart, né à Fécamp (Seine-Inférieure) le 7 avril 1912 et mort à La Gaude (Alpes-Maritimes) le 19 août 1992, est un général français et un As de la Seconde Guerre mondiale, crédité de douze victoires confirmées et de quatre probables.

## Biographie

### Début de carrière
D'abord élève officier dans la marine marchande, il effectue son service militaire dans la marine nationale en embarquant, en avril 1932, à bord du cuirassé Bretagne. Au bout de trois mois, il demande à être affecté à l'aviation maritime. Il passe par le centre de formation d'Hourtin puis par la base d'Avord où il obtient le brevet de pilote le 8 mars 1933, et celui de pilote d’hydravion le 3 juin suivant, assorti du grade d'enseigne de vaisseau de deuxième classe. Il est affecté au centre d'aviation maritime d'Hyères dans l'escadrille 3SI équipée d'hydravions CAMS 37.
Promu enseigne de vaisseau de première classe, il se porte volontaire, en octobre 1935, pour rejoindre l'armée de l'air avec le grade équivalent de lieutenant. En décembre 1935, il est affecté à la première escadrille du groupe de chasse (GC) I/5 (SPA 67). Du 23 juillet au 1er août 1937, il participe au quatrième meeting aérien de Zurich, qui se déroule sur l'aérodrome militaire de Dübendorf. En février 1939, il totalise déjà 1 315 heures de vol. En mars 1939, il conduit les essais des nouveaux chasseurs américains Curtiss H.75 qui équipent les escadres basées à Reims.
Le 3 septembre 1939, au moment où éclate la Seconde Guerre mondiale, il commande depuis octobre 1937, avec le grade de capitaine, la SPA 67, première escadrille du GC I/5 basée à Suippes, dont l'emblème est « Fanion taillé de tanné et de gueules, bordé de sable, à une cigogne au naturel brochant la partition ». Son second est le lieutenant Edmond Marin la Meslée qu'il a pris sous son aile et avec lequel il est très lié. L'escadrille est alors déployée sur le terrain de Suippes.

### La bataille de France
Dès le 11 janvier 1940, pendant la drôle de guerre qui prélude à l'offensive allemande, Jean Accart attaque, en tandem avec le sergent Gérard Muselli, un Dornier Do 17 allemand qui longe la frontière. La victoire est seulement considérée comme probable. Le 10 mai 1940, au premier jour de la bataille de France, le capitaine Accart obtient quatre victoires confirmées, puis deux le lendemain et trois le 18 mai, deux encore le 26 mai avant une dernière le 1er juin, sans compter les 3 victoires probables des 11, 12 et 14 mai.
Palmarès du capitaine Accart à bord de son H75 A-2 no 151 :
1. le 10 mai 1940, il abat un Dornier Do 17 au-dessus de Minaucourt
2. le 10 mai 1940, il abat un Dornier Do 17 au-dessus de Suippes
3. le 10 mai 1940, il abat un Dornier Do 17 au-dessus de Dun-sur-Meuse
4. le 10 mai 1940, il abat un Dornier Do 17 au-dessus de Dun-sur-Meuse
5. le 11 mai 1940, il abat un Heinkel He 111 au-dessus de Souilly
6. le 11 mai 1940, il abat un Heinkel He 111 au-dessus de Saint-Mihiel
7. le 18 mai 1940, il abat un Heinkel He 111 au-dessus de Fismes
8. le 18 mai 1940, il abat un Heinkel He 111 au-dessus de Soissons
9. le 18 mai 1940, il abat un Heinkel He 111 au-dessus de Braine
10. le 26 mai 1940, il abat un Heinkel He 111 au-dessus de Tannay
11. le 26 mai 1940, il abat un Heinkel He 111 au-dessus de Châtillon-sur-Bar
12. le 1er juin 1940, il abat un Heinkel He 111 entre Pontarlier et Vesoul

Le 1er juin 1940, il attaque un groupe de Heinkel He 111 en compagnie des sous-lieutenants Frantisek Périna et Le Calvez. Un des Heinkel est touché et tombe en fumant, mais le mitrailleur arrière a le temps de toucher le Curtiss du capitaine Accart qui reçoit une balle de mitrailleuse entre les deux yeux. Celle-ci s'arrête miraculeusement à quelques millimètres du cerveau. Il parvient à s'extraire de son appareil avant qu'il ne s'écrase sur le territoire de la commune de Dompierre-les-Tilleuls, mais heurte en sortant l'empennage, et ouvre de justesse son parachute avant de perdre connaissance. Sa chute a lieu dans les bois de la commune de Frasne. Outre sa blessure à la tête, il souffre d'une fracture ouverte à la jambe gauche provoquée par sa mauvaise réception au sol, d'une blessure au bras, de plusieurs dents cassées et de contusions multiples. Il est aussitôt évacué sur l'hôpital Grange-Blanche de Lyon où il refuse de se faire extraire la balle reçue, de peur de perdre la vue. Encore convalescent, il s'enfuit à Nice avec sa famille le 16 juillet 1940.
Sur environ cinquante-trois escadrilles ayant participé à la bataille de France, la SPA 67, première escadrille du groupe de chasse I/5, fut celle qui obtint le plus de victoires en combat aérien. En ajoutant les victoires acquises par la SPA 75, seconde escadrille du Groupe, le I/5 affichera un palmarès de 83 victoires confirmées et 26 autres probables. Le Groupe de chasse I/5 prendra le nom de « Champagne » en 1943 avant de devenir l'Escadron de chasse 2/3 Champagne le 1er juillet 1947. L'escadrille comptait parmi ses pilotes le lieutenant Edmond Marin la Meslée, le plus grand As français de cette période, qui prit le commandement de l'escadrille SPA 67 le 2 juin, à la suite de l'accident du capitaine Accart.

### Poursuite de la guerre
Le 1er novembre 1940, il est affecté à l'état-major du secteur de défense aérienne sud, basé à Aix-en-Provence, où il reprend son entrainement et entreprend de rédiger son premier ouvrage « Chasseur du ciel ». En octobre 1941, il reçoit la direction de la section « chasse » de l’École de l'air de Salon-de-Provence. À la suite de l'invasion de la zone libre, le 11 novembre 1942, Jean Accart est démobilisé et placé en congé d’armistice. En mai 1943, il est détaché au service des archives du musée de l’air de Toulouse. Il décide alors de s’échapper pour reprendre le combat. Le 1er octobre 1943, il franchit clandestinement les Pyrénées pour rejoindre l’Espagne, où il est emprisonné jusqu’à fin novembre, avant de réussir à rejoindre l’Afrique du Nord.
En janvier 1944, il est nommé commandant et est chargé de créer le groupe de chasse 2/2 « Berry ». Le groupe, officiellement formé le 16 janvier, équipé de Spitfire V. Arrivé en Angleterre en février, Accart prend le pseudonyme de « Bernard » pour éviter d'éventuelles représailles allemandes envers sa famille. Son groupe intègre la Royal Air Force et reçoit la désignation de « 345th Squadron ». À partir d'avril 1944, il effectue des missions d'appui des troupes au sol au cours du débarquement de Normandie, ainsi que pendant la bataille de Normandie sans avoir l'occasion d'engager à nouveau le combat contre des adversaires. En septembre, l'escadron est équipé des nouveaux Spitfire IX. Le commandant Accart, alias « Bernard », quitte le groupe le 21 octobre et rejoint l'état-major général de l'armée, à Paris, le 1er novembre 1944.

### Suite de sa carrière militaire
Début 1945, Jean Accart effectue un stage de 3 mois aux États-Unis pour suivre les cours du Command and General Staff College à Fort Leavenworth, Kansas. En juillet, il est affecté à l'inspection générale de l'Armée de l'air, puis devient professeur à l'école de guerre aérienne en février 1946 et est promu lieutenant-colonel en décembre. En février 1947, il est nommé chef de cabinet du chef d'état-major de l'Armée de l'air, le général de division aérienne Jean-Ludy Piollet. Il occupe ensuite le poste de directeur-adjoint du Centre d'essais en vol de Brétigny-sur-Orge en mars 1948, puis celui d'inspecteur de l'aviation de chasse. Promu colonel en juillet 1951, il prend le commandement de la base aérienne 112 Reims-Champagne de 1952 à 1955, base où son groupe de chasse était stationné avant guerre. Le 14 février 1953, il préside, en compagnie du général Martial Valin, inspecteur général de l’armée de l’air, la cérémonie durant laquelle la B.A. 112 prend, à son initiative, le nom de « Commandant Marin la Meslée », l'As de la bataille de France qui lui succéda à la tête de la SPA 67 en 1940.
En octobre 1955 il devient second sous-chef de l'état-major de l'Armée de l'Air et, en avril 1957, il est chargé de mission auprès du chef d'état-major. Promu général de brigade aérienne, il est nommé chef d’état-major du 1er Commandement aérien tactique (Catac), basé à Lahr en République fédérale d'Allemagne, le 21 novembre 1960. Il est également adjoint au Général Major général à compte du 15 février 1959 et, notamment en 1960 adjoint au GMG et chargé du plan et des questions interalliées.
Promu général de division aérienne en janvier 1961, puis général de corps aérien le 1er mars 1962, il prend les fonctions d'inspecteur des programmes et fabrication d'armement. C'est dans cette fonction qu'il  démissionne de l'Armée de l'air le 30 mars 1965, à la suite du choix du président de la République Charles de Gaulle de privilégier l'installation de missiles stratégiques S2, vecteurs de l'arme nucléaire, sur le site du plateau d'Albion, plutôt que d'augmenter le programme des bombardiers stratégiques Mirage IV. À son départ, le général Accart totalise 3 845 heures de vol, essentiellement effectuées aux commandes d'avions de chasse.
À partir de 1966, et jusqu'en 1973, il dirige le projet NADGE de l'OTAN qui consiste à installer une suite continue de radars intégrés, allant de la Norvège à la Turquie, pour surveiller l'espace aérien de la frontière est du Monde libre.

## Distinctions et hommages
Décorations
- Grand-croix de la Légion d'honneur remise par le général de Gaulle le 22 juillet 1965
- Croix de guerre 1939–1945 avec 11 citations
- Médaille de l'Aéronautique

Hommages
- La salle V du musée de la base aérienne 112 et de l'aéronautique locale porte le nom de « Capitaine Accart ».
- Une rue de Reims porte le nom de « Général Jean Accart ».
- Une stèle, située dans les bois de la commune de Frasne, commémore le lieu de son accident de 1940 et une rue du lotissement de la Chapelle porte le nom de « Capitaine Accart ».
- Jules Roy lui a dédié son Métier des armes, publié chez Gallimard en 1948.

## Ouvrages

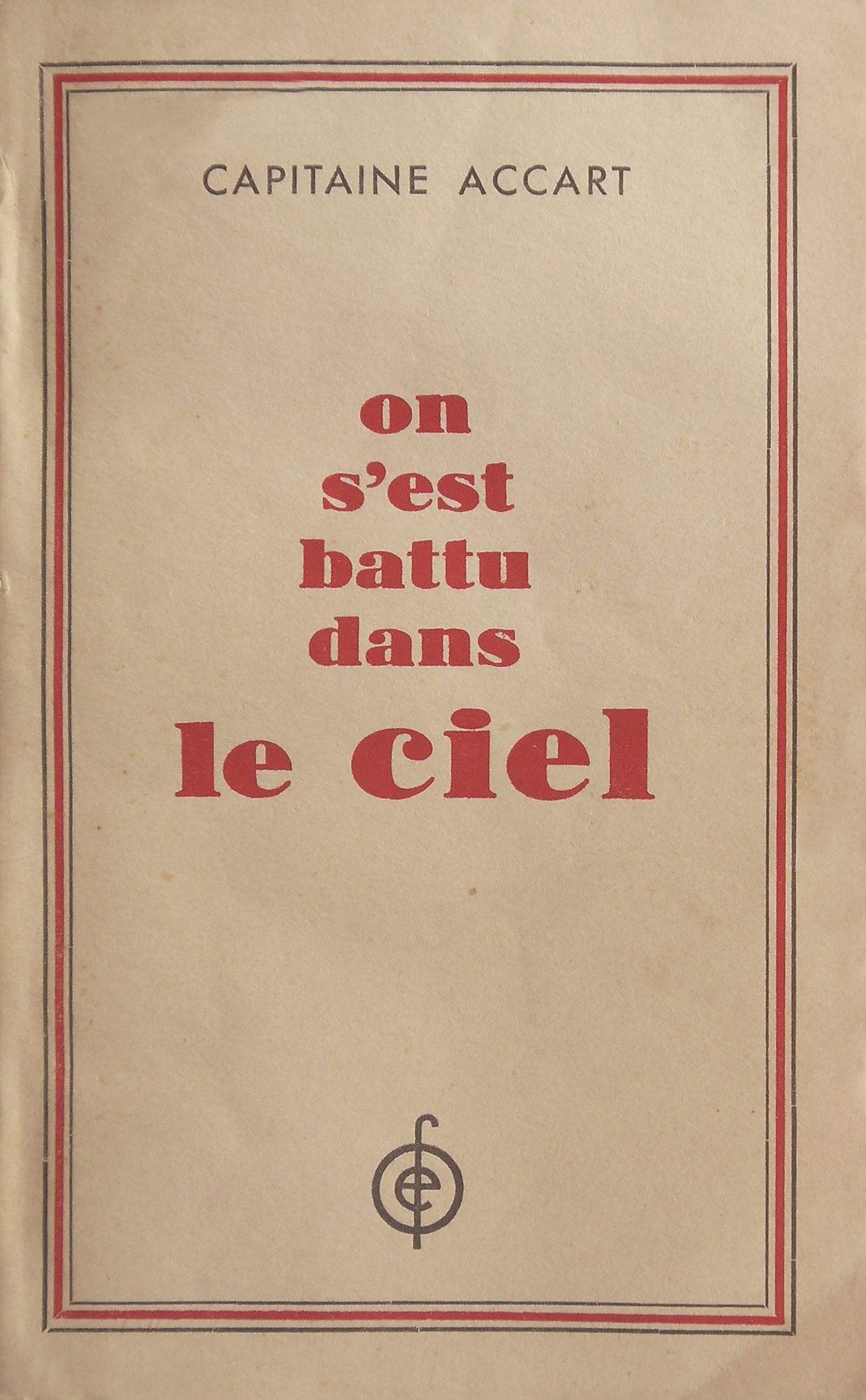
On s'est battu dans le ciel, version parue en 1944 à Alger.

- Chasseurs du ciel, B. Arthaud, Paris, 1941.
- On s'est battu dans le ciel, Arthaud, Paris, 1942 (Préface de Roland Dorgelès).
- Le Pilote solitaire, Arthaud, Paris, 1944 (roman)
- Evadés de France, prisons d'Espagne, Arthaud, Paris, 1944.
- Silence on vole!, Arthaud, Paris, 1946.
- Car la terre est ronde, Arthaud, Paris, 1947.

## Souvenir
Les restes du moteur du Curtiss H-75 à bord duquel le capitaine Accart fut abattu le 1er juin 1940 – un Wright Cyclone à quatorze cylindres disposés en double étoile développant 1 200 chevaux – furent longtemps présentés à Reims, dans l’une des salles du Musée de la base aérienne 112 et de l'aéronautique locale. L’objet y rappelait la violence des combats aériens de 1939-1940 ainsi que le Curtiss H-75, chasseur d’exception qui permit à douze pilotes de cette base aérienne de se classer parmi les quinze meilleurs as de la campagne de France (le meilleur d’entre eux ayant été le lieutenant Edmond Marin la Meslée).